# Эта любовь (сингл)
«Эта любовь» — музыкальный сингл киргизского и российского певца Amirchik, выпущенный 22 июля 2022 года на музыкальном лейбл «Davia Music». Слова и музыку к песне написал сам Амирхан в соавторстве с Алексом Давией и Алимжаном. Премьера видеоклипа на песню состоялась через две недели после выхода сингла (8 августа 2022 года) и за год набрала 64 млн просмотров, оставаясь в Топ-100 лучших клипов YouTube.

## Предыстория
Музыкальный сингл «Эта любовь» рассказывает о несчастной подростковой любви. Уже через несколько дней после премьеры она заняла лидирующие позиции во всех чартах Азии и попала в мировой чарт Shazam, а под трек были сняты более 200 тыс. роликов в Tik-Tok. В Малайзии песня стала вирусной и оставалась хитом более полгода. Специально для этой страны Amirchik выпустил версию песни «Эта любовь» на малайзийском языке.

## Видеоклип
Большая часть клипа снята длинным кадром. Герой ролика идёт, танцуя по вечерней безлюдной улице. Во время съёмок Amirchik идет по Мясницкой улице в Москве, а затем сворачивает в Банковский переулок. Песня в его исполнении звучит за кадром, а сам исполнитель молча передает эмоции жестами и танцевальными движениями.

## Чарты
| Чарт (2023)            | Высшая позиция |
| ---------------------- | -------------- |
| Мир (Top Hit Radio)    | 77             |
| Россия (YouTube Music) | 14             |